# Araniella tbilisiensis
Araniella tbilisiensis là một loài nhện trong họ Araneidae. Loài này được tìm thấy ở Gruzia. Loài này được miêu tả khoa học năm 1997